# Zmorsznik czerwony
Zmorsznik czerwony (Stictoleptura rubra) – gatunek owada z rzędu chrząszczy.

## Morfologia
Długość ciała 10–21 mm. Przedplecze u samca czarne, a pokrywy żółte lub żółtobrunatne, u samicy przedplecze czerwone (rzadko czarne), a pokrywy czerwone.
Na bokach przedplecza brak kolca; głowa i czułki czarne; pokrywy na końcach ukośnie wycięte z zewnętrznym końcem bardzo ostro wyciągniętym do tyłu.

## Ekologia
Larwy są ksylofagami, żyją w martwym drewnie sosny, ale do ich rozwoju i osiągnięcia dojrzałości wymagana jest suplementacja diety przez grzyby. Dorosłe są widywane na kwiatach z rodziny Apiaceae. Prawdopodobnie żywią się ich pyłkiem. Tam też kopulują.   

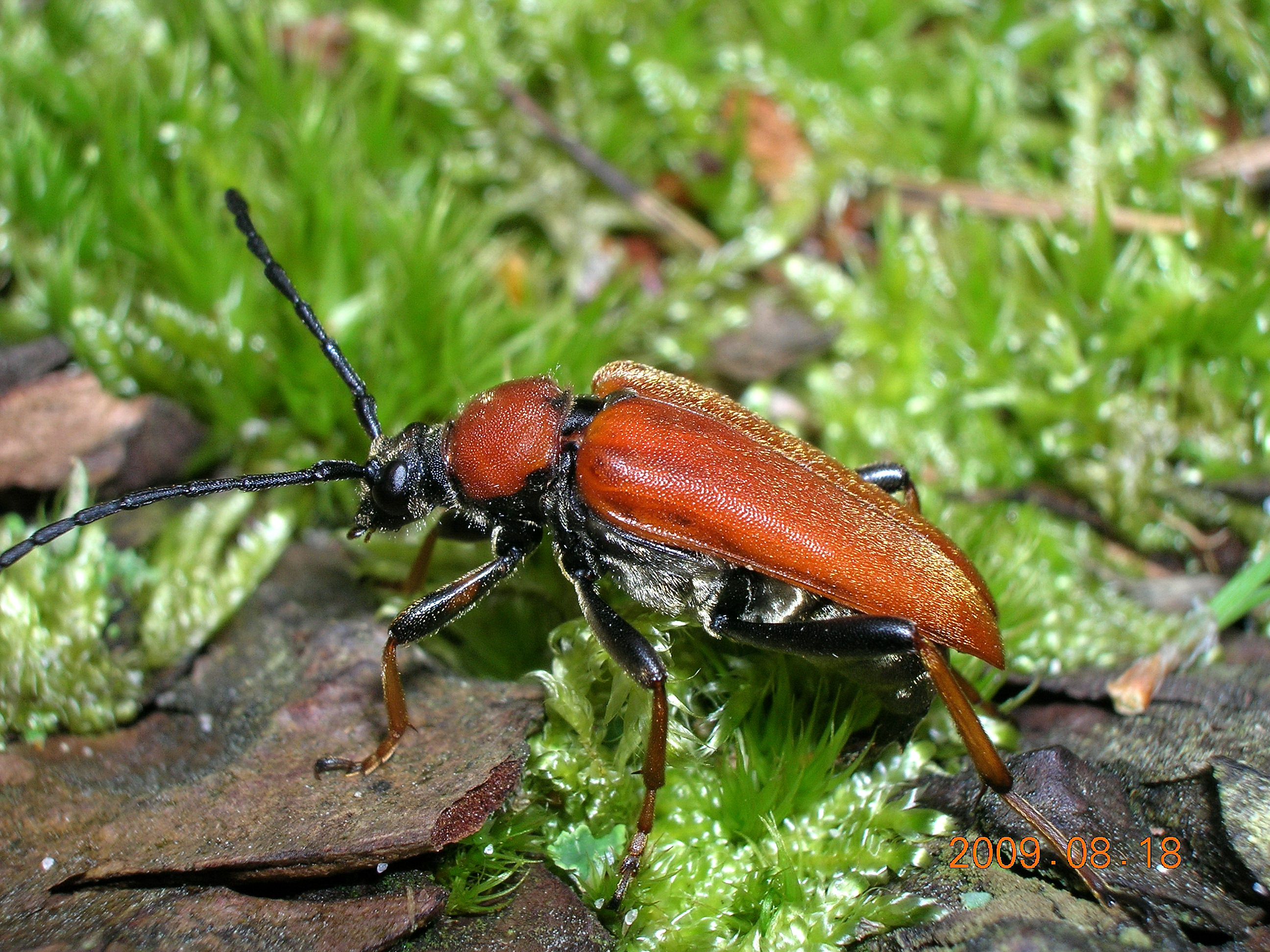
Zmorsznik czerwony (samica), widok z boku